# Camponotus punctatissimus
Camponotus punctatissimus é uma espécie de inseto do gênero Camponotus, pertencente à família Formicidae.